# ماریوس گروش
ماریوس گروش (انگلیسی: Marius Grösch؛ زادهٔ ۷ مارس ۱۹۹۴) بازیکن فوتبال اهل آلمان است.
از باشگاه‌هایی که در آن بازی کرده‌است می‌توان به باشگاه فوتبال کایزرسلاوترن اشاره کرد.